# Liste der Baudenkmale in Seeblick
In der Liste der Baudenkmale in Seeblick sind alle denkmalgeschützten Bauten der brandenburgischen Gemeinde Seeblick und ihrer Ortsteile aufgelistet. Grundlage ist die Veröffentlichung der Landesdenkmalliste mit dem Stand vom 31. Dezember 2021.

## Baudenkmale in den Ortsteilen
In den Spalten befinden sich folgende Informationen:
- ID-Nr.: Die Nummer wird vom Brandenburgischen Landesamt für Denkmalpflege vergeben. Ein Link hinter der Nummer führt zum Eintrag über das Denkmal in der Denkmaldatenbank. In dieser Spalte kann sich zusätzlich das Wort Wikidata befinden, der entsprechende Link führt zu Angaben zu diesem Denkmal bei Wikidata.
- Lage: die Adresse des Denkmales und die geographischen Koordinaten. Link zu einem Kartenansichtstool, um Koordinaten zu setzen. In der Kartenansicht sind Denkmale ohne Koordinaten mit einem roten beziehungsweise orangen Marker dargestellt und können in der Karte gesetzt werden. Denkmale ohne Bild sind mit einem blauen bzw. roten Marker gekennzeichnet, Denkmale mit Bild mit einem grünen beziehungsweise orangen Marker.
- Bezeichnung: Bezeichnung in den offiziellen Listen des Brandenburgischen Landesamtes für Denkmalpflege. Ein Link hinter der Bezeichnung führt zum Wikipedia-Artikel über das Denkmal.
- Beschreibung: die Beschreibung des Denkmales
- Bild: ein Bild des Denkmales und gegebenenfalls einen Link zu weiteren Fotos des Baudenkmals im Medienarchiv Wikimedia Commons

### Hohennauen
| ID-Nr.   | Lage                            | Bezeichnung                     | Beschreibung | Bild           |
| -------- | ------------------------------- | ------------------------------- | --- | -------------- |
| 09150111 | Rhinower Straße (Lage)          | Dorfkirche                      | Die evangelische Dorfkirche wurde im Jahre 1720 erbaut. Der Turm stammt aus der Mitte des 13. Jahrhunderts, im 16. Jahrhundert wurde ein neues Glockengeschoss aufgesetzt. Die Renaissance-Ausstattung im Inneren stammt aus der Vorgängerkirche und somit aus der Zeit um 1600. In der Kirche befinden sich mehrere Grabmäler der Familie von der Hagen. | weitere Bilder |
| 09150110 | Alte Rathenower Straße 2 (Lage) | Gutshaus (Kleist von Bornstedt) | Das Gutshaus wurde 1778 erbaut. Es ist eine dreiflügelige Anlage mit einem Geschoss. Im Jahre 1928 wurde das Gutshaus umgebaut. Nach 1990 stand das Gebäude jahrelang leer und verfiel. 2018 wurde ein Käufer für das Gebäude gesucht. | weitere Bilder |
| 09150410 | Alte Rathenower Straße 2 (Lage) | Gutspark (Kleist von Bornstedt) | | weitere Bilder |
| 09150112 | Pareyer Straße 7 (Lage)         | Herrenhaus (von der Hagen)      | Das Gutshaus der Familie von der Hagen wurde 1792 im neuklassizistischen Stil errichtet. Es ist ein verputzter, zweigeschossiger Bau mit elf Achsen und einem Walmdach. | weitere Bilder |

### Wassersuppe
| ID-Nr.   | Lage                    | Bezeichnung                                                                       | Beschreibung | Bild           |
| -------- | ----------------------- | --------------------------------------------------------------------------------- | --- | -------------- |
| 09150386 | Dorfstraße 22–23 (Lage) | Dorfkirche                                                                        | Die evangelische Kirche wurde Ende des 19. Jahrhunderts erbaut. Der Kanzelaltar im Inneren stammt aus dem Jahr 1703. | weitere Bilder |
| 09150387 | Dorfstraße 22–23 (Lage) | Allianzwappen des Thomas von der Hagen vom zerstörten Gutshaus, in der Dorfkirche | | BW             |

### Witzke
| ID-Nr.                           | Lage                          | Bezeichnung | Beschreibung | Bild           |
| -------------------------------- | ----------------------------- | ----------- | --- | -------------- |
| 09150388 Wikidata                | Witzker Dorfstraße 15a (Lage) | Dorfkirche  | Die evangelische Kirche wurde 1870 erbaut. Es handelt sich um einen Fachwerkbau mit einem westlichen Dachturm. Das Innere ist im klassizistischen Stil gehalten. Der Kanzelaltar ist schlicht. Die 1899 von Albert Hollenbach geschaffene Orgel steht gesondert unter Denkmalschutz (siehe nachfolgende Tabellenzeile). | weitere Bilder |
| 09150659 Teilobjekt zu: 09150388 | Witzker Dorfstraße 15a (Lage) | Orgel       | Die Orgel befindet sich auf der Westempore der Witzker Dorfkirche. Sie wurde 1899 von Albert Hollenbach mit einem neugotischen Prospekt gebaut. | BW             |